# 温香彩
温香彩（1964年—），汉族，中华人民共和国政治人物、第十一届全国政协委员。
加入中国国民党革命委员会，担任民革中央委员、民革北京市委人口资源环境工作委员会副主任。2008年，当选第十一届全国政协委员，代表中国国民党革命委员会，分入第四组。2018年1月，当选第十三届全国政协委员。